# Вондроуш, Ян Чарльз
Ян Чарльз Вондроуш (чеш. Jan Charles Vondrouš; 24 января 1884, Хотусице — 28 июня 1970, Прага) — чешский и американский гравёр и художник, автор рисунков почтовых марок Чехословакии и Протектората Богемии и Моравии.

## Биография
Ян Вондроуш родился 24 января 1884 года в чешской деревне Хотусице близ городка Часлав. В 1893 году он вместе со своими родителями эмигрировал в США. Здесь он получил художественное образование, отучившись четыре года у Джеймса Дэвида Смилли в Национальной школе дизайна (ныне Национальная академия дизайна) в Нью-Йорке и окончив школу офорта. В дальнейшем Я. Вондроуш несколько лет работал иллюстратором в американских еженедельниках.
В 1910 году Ян переехал в Прагу. Здесь художник создал целый ряд гравюр, офортов и других графических работ в первую очередь с мотивами городской архитектуры. Его первые гравюры, запечатлевшие главным образом архитектуру Нью-Йорка и его окрестностей, были опубликованы во время Первой мировой войны. По окончании войны, Ян Вондроуш около десяти лет путешествовал по Европе, гравируя архитектурные пейзажи крупных европейских городов. Особенно много работ художник посвятил Брюгге и Венеции. В то же время Я. Вондроуш содержал дом и мастерскую в Лонг-Айленде. В 1929 году художник возвратился в Прагу и в течение последующих лет он гравировал и рисовал людей и архитектуру этого города.
Офорты Яна Вондроуша завоёвывали медали на международных выставках. Он был членом Союза чешских художников-графиков Голлар, Чикагского и Калифорнийского обществ гравёров. Работы художника хранятся в коллекции Национальной галереи в Праге, чикагского Института искусств, Библиотеке Конгресса в Вашингтоне, Смитсоновском музее американского искусства, Нью-Йоркской публичной библиотеке, берлинском Гравюрном кабинете и британском Музее Виктории и Альберта.
Умер Ян Вондроуш 28 июня 1970 года в Праге.

## Создание почтовых марок
Ян Вондроуш является автором ряда почтовых марок Чехословакии и Протектората Богемии и Моравии. Он дебютировал в этом качестве в 1937 году, подготовив для чехословацкой почты рисунки марок серии «Малая Антанта» (Mi #375—376). Марка из этой серии была воспроизведена на чешской миниатюре «Традиции оформления чешских марок» (Mi #346), вышедшей в январе 2003 года.

### Марки работы Вондроуша
Чехословакия
- 1937 — Малая Антанта (Mi #375—376).
- 1938 — Выставка почтовых марок «Прага-1938» (Mi #398—399).
- 1946 — Ландшафты (Ратуша в Брно и костёл святого Лаврентия в Годонине) (Mi #502—503).
- 1946 — Национальная выставка почтовых марок в Брно (Mi #Block9).
- 1952 — Тяжёлая промышленность (две марки из трёх) (Mi #710—711).
- 1954 — Профессии (одна марка из трёх) (Mi #873).
- 1957 — Красота наших городов (три марки из шести) (Mi #1002, 1005, 1006).

Протекторат Богемия и Моравия
- 1939 — Пейзажи, замки и города (1-й выпуск) (Mi #28—30, 33, 35—37).
- 1940 — Пейзажи, замки и города (2-й выпуск) (Mi #41, 57, 61).
- 1941 — Пейзажи, замки и города (3-й выпуск) (Mi #68, 71).